# فيرونيا (أسطورة)
فيرونيا (بالإنجليزية: Feronia)‏ في الديانة الرومانية القديمة، كانت فيرونيا إلهة/ربة مرتبطة بالحياة البرية والخصوبة والصحة والوفرة. وباعتبارها الإلهة التي منحت الحرية للعبيد أو الحقوق المدنية لأكثر جزء متواضع من المجتمع، فقد كُرِّمَت بشكل خاص بين الدهماء والمُعتَقِين. وهي تسعى إلى جعل الحصاد وفيرًا. وقد عُبِدت فيرونيا في كابينا، واستقرت في سفح جبل سوراكتي وتيراسينا، ولها معبد على كامبوس مارتيوس في روما. وعبدها العبيد كربة للحرية، لاعتقادهم أنَّ مَن يجلسون على حجر مُقدسٍ في مزارها سوف تُطلق حريتهم. ولها مهرجان يقام في 15 تشرين الثاني (نوفمبر).